# Немецкий выставочный голубь
Немецкий выставочный — порода голубей, выведенная немецкими голубеводами.

## Общий вид
По типу и окраске оперения это — красивый и очень продуктивный голубь. Он производит впечатление облагороженного почтового голубя, выведенного специально для выставок, сильного летуна. У него короткая, коренастая и округлая фигура, которую голубь держит почти горизонтально. Сегодня это одна из пород, имеющая большое хозяйственное значение.

## Описание породы
Голова между глазами широкая, ко лбу и клюву клинообразно сужается. Клюв и лоб образуют правильную низкую дугу, переходящую в выпуклую голову и закруглённый затылок. Тонко очерченный и характерный для данной породы профиль не должен быть нарушен.
Клюв средней длины, у основания широкий, гармонично пропорциональный, выпуклый, тупой и хорошо смыкающийся. Продолженная линия рассека клюва делит глаз примерно пополам. Клюв чёрный, у красных и жёлтых разновидностей он рогового цвета.
Восковицы нежные, к клюву прилегают крепко и гладко, без выступа, не нарушая линию профиля. Они продолговатые, как бы напудренные, сердцевидной формы.
Глаза большие, чуть выпуклые и очень выразительные, блестящего тёмно-красного цвета, у белых голубей — тёмные, а у пёстрых, в зависимости от преобладающего в окраске оперения головы цвета, — тёмно-красные или тёмные.
Окологлазные кольца узкие, развиты равномерно, нежные, сероватые, с белым налётом.
Шея средней длины, широко сидит на плечах, по направлению к голове слегка сужается, держит её голубь гордо. Красиво округлённое горло без горловой складки и типичного для багдет кадыка.
Грудь широкая и выпуклая, короткая и округлая, но не производит впечатление массивности или неуклюжести.
Корпус коренастый и короткий, клинообразно сужающийся к хвосту, расположен почти горизонтально.
Хвост короткий, узкий, выходящий за пределы крыльев примерно на 20 мм.
Ноги сильные, средней длины, неоперённые, нижняя половина голени голая. Плюсны красные, когти той же окраски, что и клюв.
Перовой покров густой, гладкий и прилегающий.
Цвет и Рисунок:
Немецкие выставочные голуби встречаются с чёрными или белыми поясами, синие без поясов, синие с крапчатыми щитками, с тёмным крапом, темночешуйные, красные, красные с крапом и чешуйные, жёлтые, жёлтые с крапом и чешуйные, серые (цвета жаворонка) палевые с чёрными, коричневыми или жёлтыми поясами, чисто-белые и чернью, в крапинку и сизоватые.
Крупные дефекты: грубая, шероховатая, нетипичная голова и клюв; неуклюжая, слишком большая и тяжёлая, а иногда маленькая, низкая или слишком высокая фигура; гранная голова; кадык как у багдета; несомкнутый клюв; белые, жёлтые, бесцветные глаза; красные окологлазные кольца; слишком большие восковицы; горловая складка; кучерявость и белая спина.

## Происхождение
Порода возникла в начале нашего столетия. Эти почтовые голуби — немецкий вариант английского и антверпенского выставочных голубей. В 1909 г. возникло первое общество любителей немецкого выставочного почтового голубя. Ещё до первой мировой войны они были представлены на выставках в большом количестве. После войны новая порода продолжала быстро развиваться; немецкие выставочные распространились по всей Германии и за её пределами, всюду стали очень популярными.